# Betsey Johnson

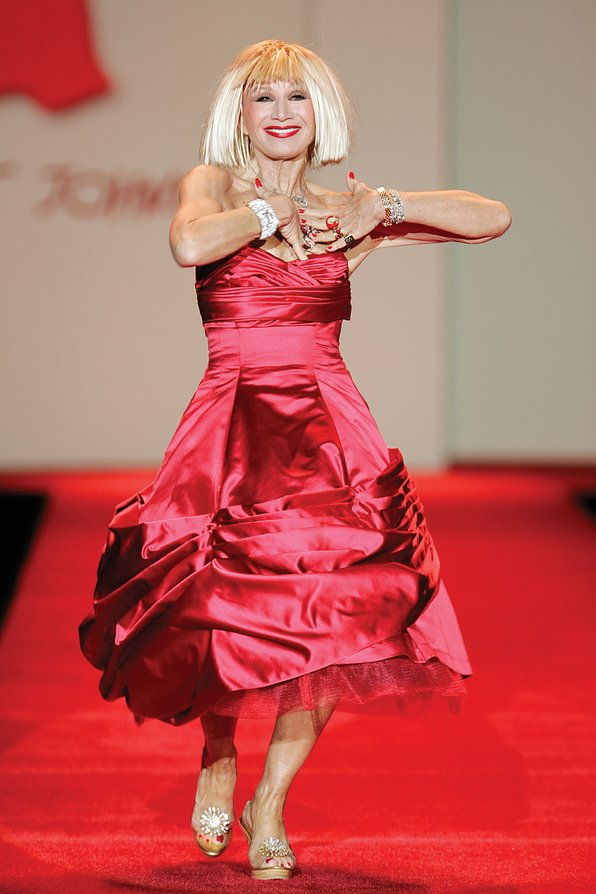
Betsey Johnson (2007)

Betsey Johnson (* 10. August 1942 in Wethersfield, Connecticut, USA) ist eine US-amerikanische Designerin und Modeschöpferin.

## Leben
Eigentlich zur Tänzerin ausgebildet, entdeckte Johnson bald ihr Interesse an der Kostümbildnerei. Bekannt wurde sie als Topdesignerin für 'Paraphernalia', einer der angesagtesten Modeboutiquen der 1960er Jahre, sowie im Zusammenhang mit der Factory-Szene um Andy Warhol. Hierbei kam sie mit dem Musiker John Cale von The Velvet Underground zusammen, den sie 1967 heiratete (die Ehe wurde 1971 geschieden).
Bereits 1969 eröffnete sie ihre erste eigene Boutique, 'Betsey Bunki Nini', in New York. Mit ihren ungewöhnlichen, weiblichen wie zeitlosen Kollektionen schaffte sie es, sich über vier Jahrzehnte auf dem Markt zu behaupten. Ihre Entwürfe reflektieren dabei stets auf die aktuellen Kultur- und Subkulturtrends: Von blumigen Hippiemustern der 1960er über Discotrends hin zu Ethnomotiven und ungewöhnlichen Stoffen. Zusammen mit Roy Halston zählte sie zu den jüngsten renommierten Designern ihrer Zeit. Nachdem sie viele Jahre für diverse Modelabel und -magazine gearbeitet hatte, entschied sich Betsey 1978 ihr eigenes Modelabel zu gründen.